# Mykola Koedrytskyj
Mykola Koedrytskyj (Oekraïens: Микола Іванович Кудрицький, Russisch: Николай Иванович Кудрицкий) (Nikopol, 6 oktober 1962 - Raänana, 16 maart 1994) was een Oekraïens voetballer. Voor het uiteenvallen van de Sovjet-Unie werd zijn naam steevast in het Russisch geschreven als Nikolaj Koedritski. Hij kwam in maart 1994 om het leven bij een auto-ongeval.

## Biografie
Koedrytskyj begon zijn carrière bij Kolos Nikopol en ging in 1984 voor Krivass Krivoij Rog spelen. Nadat hij terugkeerde naar zijn eerste club Kolos ging hij van 1985 tot 1991 voor Dnjepr Dnjepropetrovsk spelen, waarmee hij in 1988 landskampioen werd en in 1987 en 1989 de tweede plaats veroverde. In 1988 wonnen ze ook de Supercup en in 1989 de beker. In 1991 ging hij voor het Israëlische Bnei Jehoeda Tel Aviv spelen. 